# Minuartia brotherana
Minuartia brotherana är en nejlikväxtart som först beskrevs av Ernst Rudolf von Trautvetter, och fick sitt nu gällande namn av Jurij Nikolajevitj Voronov och Grossheim. Minuartia brotherana ingår i släktet nörlar, och familjen nejlikväxter. Inga underarter finns listade i Catalogue of Life.